# Seal Creek
Koordinaten: 62° 12′ S, 58° 27′ W
Der Seal Creek (englisch; polnisch Potok Foczy ‚Robbenbach‘) ist ein Schmelzwasser führender Bach auf King George Island im Archipel der Südlichen Shetlandinseln. Er fließt vom südlichen Abschnitt des Sphinx-Gletschers parallel zur Błaszyk-Moräne zur Admiralty Bay.
Polnische Wissenschaftler benannten ihn nach den an den Bach angrenzenden Kolonien von See-Elefanten und Ohrenrobben.